# Ligne Itoda
La ligne Itoda (糸田線, Itoda-sen) est une ligne ferroviaire exploitée par la compagnie privée Heisei Chikuho Railway (Heichiku) dans la préfecture de Fukuoka au Japon. Elle relie la gare de Kanada à Fukuchi à la gare de Tagawa-Gotōji à Tagawa.

## Histoire
La première section de la ligne entre les gares actuelles de Tagawa-Gotōji et Itoda est ouverte en 1897. Le reste de la ligne ouvre en 1927. Elle est transférée par la JR Kyushu à Heisei Chikuho Railway le 1er octobre 1989.

## Caractéristiques

### Ligne
- Longueur : 6,8 km
- Ecartement : 1 067 mm
- Nombre de voies : Voie unique

### Interconnexion
A Kanada, certains trains continuent sur la ligne Ita.

### Liste des gares
La ligne comporte 6 gares.
| Numéro | Gare          | Nom japonais | Distance (km) | Correspondances                 | Localisation |
| ------ | ------------- | ------------ | ------------- | ------------------------------- | ------------ |
| HC10   | Kanada        | 金田         | 9,8           | Heichiku : Ita (interconnexion) | Fukuchi      |
| HC51   | Buzen-Ōkuma   | 豊前大熊     | 1,5           |                                 | Itoda        |
| HC52   | Matsuyama     | 松山         | 2,1           |                                 | Itoda        |
| HC53   | Itoda         | 糸田         | 3,6           |                                 | Itoda        |
| HC54   | Ōyabu         | 大藪         | 4,9           |                                 | Tagawa       |
| HC55   | Tagawa-Gotōji | 田川後藤寺   | 6,8           | JR Kyushu : Hitahikosan, Gotōji | Tagawa       |